# Henry Glaß
Pour les articles homonymes, voir Glass.
Henry Glaß (né le 15 février 1953 à Rodewisch) est un sauteur à ski allemand.

## Palmarès

### Jeux olympiques
| Épreuve / Édition | Innsbruck 1976 | Lake Placid 1980 |
| Petit Tremplin    |                | 15e              |
| Grand Tremplin    | Bronze         | 11e              |

### Championnats du monde
| Épreuve / Édition | Épreuve / Édition | Lahti 1978 |
| Petit Tremplin    | Petit Tremplin    | Argent     |

### Championnats du monde de vol à ski
| Épreuve / Édition | Vikersund 1977 |
| Individuel        | Bronze         |

### Coupe du monde
- Meilleur classement final: 21e en 1980.
- Meilleur résultat: 2e.